# Joëlette

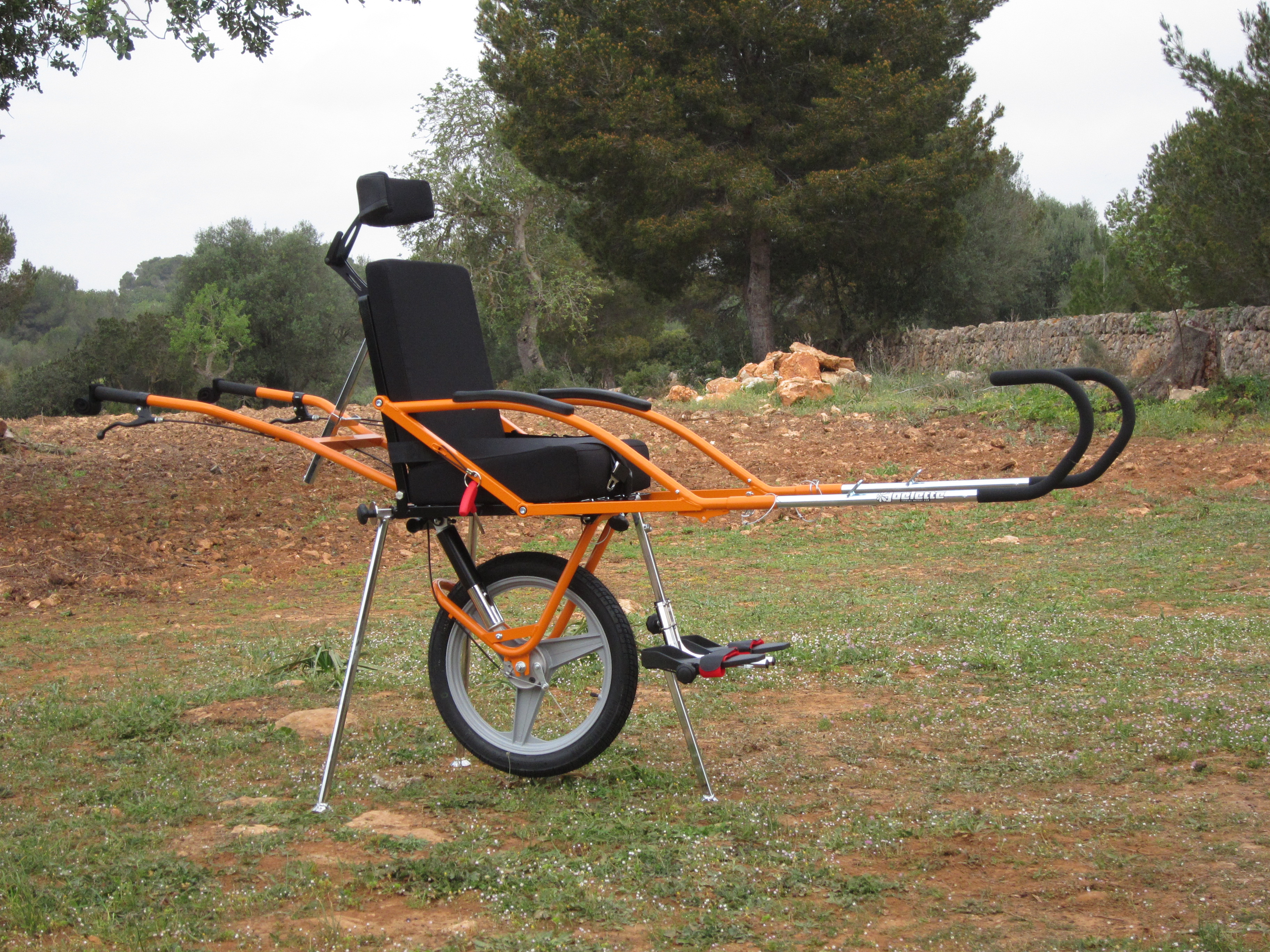
Joëlette

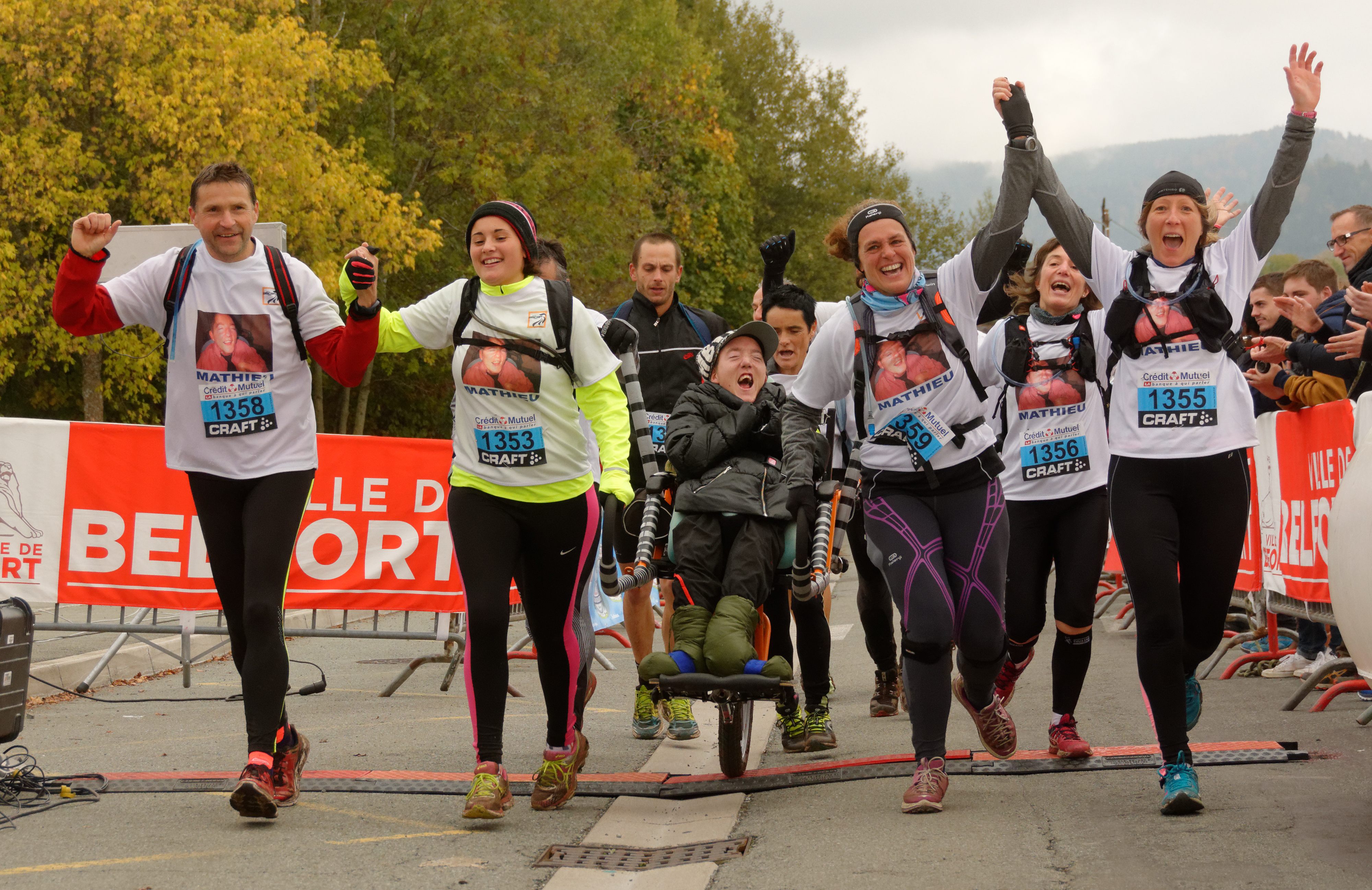
Arribada d'un èquip amb loëlette en una cursa

La joëlette és una cadira d'una roda tot terreny que fa possible que persones amb mobilitat reduïda facin senderisme i altres activitats al medi natural. Amb dos acompanyants permet fer excursions amb comoditat en llocs poc practicables amb cadira de rodes normal.
Va ser inventada pel francès Joël Claudel el 1987, d'on prové el nom. Claudel, un excursionista aficionat, cercava una solució per al seu cosí que patia una miopatia. Des dels primers prototips de bricolatge, l'èquip es va industrialitzar des del 1995 per la fàbrica Ferriol-Matrat a Saint-Étienne (França). Se'n van desenvolupar noves variants, per exemple per a la platja o la neu. Des del 2006 cada any s'organitza el campionat mundial de cursa en joëlette.
Va esdevenir una eina popular amb excursionistes que volien emportar-se els seus amics o familiars amb mobilitat reduïda i a poc a poc molts parcs naturals tenen un servei de lloguer. Es popularitza també al medi dels excursionistes grans que així poden continuar acompanyant el seu grup de sempre quan perden agilitat. Tot arreu s'organitzen rutes adaptades. Al Parc Natural de Montserrat per exemple, la Creu Roja anima un èquip de voluntaris per fer-lo mes inclusiu. Un projecte semblant s'ha desenvolupat pel govern de les Illes Balears amb l'Obra social de la Caixa, a la Xarxa de Parcs Naturals de la Diputació de Barcelona, i la Costa Brava, a Olesa de Montserrat, entre d'altres.

## Catalunya

### Olesa de Montserrat
La Joëlette d'Olesa de Montserrat va ser adquirida el novembre del 2015 per part del propi ajuntament. El 25 de novembre del 2015 es fa fer la presentació oficial al Saló de Sessions de la Casa Consistorial juntament amb la presentació d'un llibre de Juan Carlos Vàzquez de l'associació Rodamunt. Des del febrer del 2016 es realitzen sortides inclusives pel medi natural cada tercer dissabte de mes de setembre a juny. El col·lectiu que s'encarrega de realitzar les sortides és l'Equip de voluntaris i voluntàries de la cadira Joëlette d'Olesa amb el suport de diferents departaments del propi ajuntament. L'equip de voluntaris i voluntàries està format per unes 25 persones.
Fins ara han participat en esdeveniments especials com la Mostra d'Entitats d'Olesa del 2016 i 2017, la Milla Solidària de la Cursa del Foc de l'any 2017, que es fa per la Festa Major del municipi (24 de juny, Sant Joan) i la Primera Festa Inclusiva d'Olesa de Montserrat que es va celebrar el 13 de maig del 2018 amb una ruta per la masia de Puigventós. L'ús principal d'aquesta cadira és oferir excursions per usuaris i usuàries d'Olesa de Montserrat.